# Roman Bezus
Roman Anatolijowycz Bezus, ukr. Роман Анатолійович Безус (ur. 26 września 1990 w Krzemieńczuku, w obwodzie połtawskim, Ukraińska SRR) – ukraiński piłkarz, grający na pozycji napastnika, a wcześniej pomocnika, reprezentant Ukrainy. Obecnie zawodnik belgijskiego KAA Gent.

## Kariera piłkarska

### Kariera klubowa
Wychowanek klubu Kremiń Krzemieńczuk, barwy których bronił w juniorskich mistrzostwach Ukrainy (DJuFL). Również przez miesiąc grał w klubie Mołod' Połtawa. Latem 2006 rozpoczął karierę piłkarską w drużynie Kreminia Krzemieńczuk. Na początku 2009 przeszedł do Worskły Połtawa, w składzie której 26 maja 2009 roku debiutował w Premier-lidze. 3 stycznia 2013 roku podpisał 5-letni kontrakt z Dynamem Kijów. 11 stycznia 2015 przeszedł do Dnipra Dniepropetrowsk. Latem 2016 wyjechał za granicę, gdzie 12 lipca 2016 podpisał kontrakt z belgijskim Sint-Truidense VV. 25 stycznia 2019 przeniósł się do KAA Gent.

### Kariera reprezentacyjna
Od 2010 jest zawodnikiem młodzieżowej reprezentacji Ukrainy. 11 listopada 2011 roku debiutował w narodowej reprezentacji Ukrainy w meczu towarzyskim z Niemcami.

## Sukcesy i odznaczenia

### Sukcesy klubowe
Worskła Połtawa
- zdobywca Pucharu Ukrainy: 2008/09
- finalista Superpucharu Ukrainy: 2009

KAA Gent
- finalista Pucharu Belgii: 2018/19